# Синявська сільська рада (Збаразький район)
Синявська сільська́ ра́да — адміністративно-територіальна одиниця та орган місцевого самоврядування у Збаразькому районі Тернопільської області. Адміністративний центр — село Синява.

## Загальні відомості
- Територія ради: 2,504 км²
- Населення ради: 1 023 осіб (станом на 2001 рік)
- Територією ради протікає річка Гнізна

## Населені пункти
Сільській раді підпорядковані населені пункти:
- с. Синява
- с. Синягівка

## Склад ради
Рада складається з 14 депутатів та голови.
- Голова ради: Петрик Роман Григорович
- Секретар ради: Микитюк Марія Степанівна

### Керівний склад попередніх скликань
| Прізвище, ім'я, по батькові | Основні відомості                                                               | Дата обрання | Дата звільнення |
| --------------------------- | ------------------------------------------------------------------------------- | ------------ | --------------- |
| Музя Василь Петрович        | Сільський голова, 1962 року народження, безпартійний                            | 26.03.2006   | 31.10.2010      |
| Патроник Ігор Іванович      | Сільський голова, 1971 року народження, освіта вища, безпартійний               | 31.10.2010   | 22.01.2012      |
| Петрик Роман Григорович     | Сільський голова, 1966 року народження, освіта середня спеціальна, безпартійний | 22.01.2012   |                 |

Примітка: таблиця складена за даними сайту Верховної Ради України

### Депутати
За результатами місцевих виборів 2010 року депутатами ради стали:

#### За суб'єктами висування
| Суб'єкт висування | Кількість обраних депутатів | %   |
| ----------------- | --------------------------- | --- |
| Самовисування     | 14                          | 100 |

#### За округами
| № округу | Прізвище, ім'я, по батькові  | Дата визнання обраним | Освіта             | Партійна приналежність | Відомості про обраного депутата                |
| -------- | ---------------------------- | --------------------- | ------------------ | ---------------------- | ---------------------------------------------- |
| 1        | Олексюк Іван Васильович      | 01.11.2010            | середня            | позапартійний          | ТОВ «Щедра нива», директор                     |
| 2        | Глущук Надія Франківна       | 01.11.2010            | середня            | позапартійна           | ТЦСО, соціальний працівник                     |
| 3        | Олексюк Володимир Михайлович | 01.11.2010            | середня            | позапартійний          | ТОВ «Щедра нива», агент з ідентифікації тварин |
| 4        | Телев'як Ольга Іванівна      | 01.11.2010            | вища               | позапартійна           | ТОВ «Берегиня Добра», головний бухгалтер       |
| 5        | Недільський Тарас Степанович | 01.11.2010            | середня            | позапартійний          | Збаразький Райагробуд, голова                  |
| 6        | Погребецька Наталія Тадеєвна | 01.11.2010            | вища               | позапартійна           | Синявська с.р., бухгалтер                      |
| 7        | Маслюк Богдан Іванович       | 01.11.2010            | середня            | позапартійний          | загальноосвітня школа, оператор котельні       |
| 8        | Бартошинська Надія Олегівна  | 01.11.2010            | вища               | позапартійна           | загальноосвітня школа, вчитель                 |
| 9        | Крет Володимир Тарасович     | 01.11.2010            | середня            | позапартійний          | ТОВ «Щедра нива», тракторист                   |
| 10       | Мейник Андрій Петрович       | 02.01.2011            | середня спеціальна | позапартійний          | приватний підприємець                          |
| 11       | Петрик Роман Григорович      | 01.11.2010            | середня            | позапартійний          | Синявський цегельний завод, майстер            |
| 12       | Гетьман Галина Миколаївна    | 01.11.2010            | середня            | позапартійна           | фельдшерсько-акушерський пункт, завідувачка    |
| 13       | Микитюк Марія Степанівна     | 01.11.2010            | середня            | позапартійна           | Синявська с.р., секретар                       |
| 14       | Лобоцький Іван Володимирович | 01.11.2010            | середня            | позапартійний          | тимчасово не працює                            |